# Whynot
Whynot est un secteur non constitué en municipalité située dans le comté de Lauderdale, État du Mississippi aux États Unis d'Amérique.
Ce secteur fut d'abord baptisé Whitesville, à son établissement le 23 juin 1852. Le nom a été changé en Why Not -en deux mots- le 30 décembre 1852 ; puis Whynot -en un seul mot- le 30 septembre 1933.
Whynot se trouve à environ 26,2 km au sud-est de Meridian sur la route 19 du Mississippi.
C'est dans cette localité que le chanteur David Ruffin est venu au monde.